# 郭嘉璇
郭嘉璇（2006年3月20日—2025年3月19日），中国足球运动员，司职中后卫，北京国安青训，曾入选2006年龄段中国国少队。

## 经历
郭嘉璇生于北京，祖籍安徽阜阳，9岁开始接触足球，12岁进入北京国安青训体系，2021年4月入选中国足协当年第一期2005、2006年龄段精英青少年球员训练营，2022年12月入选U17国少队，但未能获得出场机会，2023年被提拔到俱乐部U21梯队，同年6月入选第三届拜仁慕尼黑世界队，成为当届队伍中唯一一名中国球员。

### 逝世
2025年1月，郭嘉璇入选了北京U20男子足球队（北京全运队），前往西班牙集训备战即将到来的第十五届全运会。马德里时间2025年2月6日，在与阿尔科文达斯俱乐部（西班牙語：RC Alcobendas）的一场教学比赛中，郭在一次与对方球员铲球拼抢中被对方球员的膝盖击中头部导致颅内出血，后被马德里当地医院诊断为脑死亡，此后在郭的亲属的要求下于2月13日将郭转运回北京天坛医院继续接受治疗，3月19日郭被天坛医院宣告病危，当晚20时左右宣告不治。